# Галлан, Жерар
Жерар Галлан (англ. Gerard Gallant; род. 2 сентября 1963, Саммерсайд, Остров Принца Эдуарда) — канадский хоккеист и тренер. Бывший главный тренер клубов Национальной хоккейной лиги (НХЛ) «Коламбус Блю Джекетс», «Флорида Пантерз» и «Вегас Голден Найтс», а также национальной сборной Канады.

## Биография
Галлан родился в Саммерсайде, на острове Принца Эдуарда. Он вырос рядом с местным катком, и его часто видели подметающим трибуны со своими приятелями в обмен на дополнительное время на льду. Галлан получил прозвище «Турок» с трёх-четырёх лет. Сам Галлан отметил, что, когда он впервые попал в НХЛ, многие ребята также называли его «Спадди» из-за репутации острова Принца Эдуарда как картофельной столицы Канады.
Играя за местную команду в молодёжной хоккейной лиги А в возрасте 16 лет, он забил 60 голов и набрал 115 очков по системе гол+пас всего за 45 игр.
В юниорском возрасте Галлан играл за три команды в Высшей хоккейной лиге Квебека: «Шербрук Касторс» (1980-81, 1981-82), «Сен-Жен Биверс» (1982-83) и «Вердун Джуниорс» (1982-83). В составе последних Галлан был капитаном команды.
После своего первого юношеского сезона в 1981 году Галлан занял второе место после Клода Верре в голосовании за «Мишель Бержерон Трофи» как новичок года среди нападающих в Главной юниорской хоккейной лиге Квебека.
Как тренер, Галлан тренировал клубы НХЛ «Коламбус Блю Джекетс», «Флориду Пантерз», «Вегас Голден Найтс» и «Нью-Йорк Рейнджерс». Галлан выиграл приз лучшему тренеру НХЛ в сезоне-2017/2018, работая с «Вегас Голден Найтс», и вывел команду в финал Кубка Стэнли в их дебютном сезоне. Он одержал 369 побед в 705 встречах регулярного чемпионата НХЛ. Галлан также тренировал сборную Канады на Кубке Шпенглера в декабре 2024 года.
Летом 2025 года Жерар Галлан возглавил «Шанхай Дрэгонс», заключив контракт на два сезона.